# 엠트리시타빈/테노포비르
트루바다(Truvada)라는 이름으로 판매되는 엠트리시타빈/테노포비르(emtricitabine/tenofovir)는 후천성면역결핍증(에이즈)의 치료제이자 예방약이다.
미국 제약회사 길리어드 사이언스(Gilead Sciences)가 개발하여 2004년 미국 FDA의 승인을 받아 출시되었으며, B형 간염 치료제 성분인 테노포비르 디소프록실(Tenofovir Disoproxil)에 엠트리시타빈(Emtricitabine)을 정해진 양씩 혼합한 약이다.
후천성면역결핍증은 한 가지 약제만으로는 내성이 쉽게 발생해 3가지 약제를 섞어 그 약효를 유지하는 '고강도 항레트로바이러스 치료법(HAART)'이 표준 치료법으로 사용되고 있다. 기본적인 약물 조합은 뉴클레오사이드 역전사효소 억제제 2종을 혼합한 '백본(Backbone)' 약물을 기반으로 기타 억제제 1가지를 섞어 사용한다.
트루바다는 후천성면역결핍증 치료법에 기반이 되어 반드시 사용되는 '백본(Backbone)' 약물로, 전 세계 후천성면역결핍증 치료 가이드라인에서 권고하는 표준 '백본(Backbone)' 치료제인만큼 출시된 이후 최근까지 10여 년 이상 후천성면역결핍증 환자들에게 가장 많이 사용되고 있다.
또한, 최근에는 남성과 성교하는 남성이나 트랜스젠더 여성 등 에이즈 취약 계층에게 임상실험한 결과 약을 거르지 않은 사람들에게 에이즈를 대부분 예방하는 것으로 밝혀져 미국 FDA와 유럽 집행위원회로부터 각각 2012년, 2016년에 후천성면역결핍증 예방약으로 승인받았다. 이어 2017년 6월에는 세계보건기구(WHO) 또한 트루바다를 인간 면역결핍 바이러스(HIV) 예방을 위한 필수의약품으로 등재하여 세계 첫 에이즈 예방약으로 지정되었다.

## 의학적 사용
엠트리시타빈(emtricitabine) / 테노포 비르(tenofovir)는 HIV/AIDS를 치료하고 예방하는 데 사용되는 경구 복용 정제이다.미국 국립 보건원(NIH)은 모든 HIV/AIDS 환자에게 항레트로바이러스 요법(ART)을 권장한다.

### HIV 예방
미국 질병통제예방센터(CDC)는 HIV-1에 감염될 위험이 있는 미감염HIV 음성인에게 노출 전 예방(PrEP)을 위해 엠트리시타빈(emtricitabine) / 테노포비르(tenofovir)를 사용할 것을 권장한다. Cochrane 검토에 따르면 테노포비르(tenofovir)단독 요법과 엠트리시타빈(emtricitabine) / 테노포비르(tenofovir) 병용 요법 모두 HIV 감염 위험을 51% 감소시켰다. 2012년 미국에서 HIV 감염에 대한 PrEP로 승인되었다.
CDC는 다음 고위험 그룹에 PrEP 사용을 고려할 것을 권장한다.
- HIV에 감염된 파트너와 정기적으로 성관계를 맺고 있는 사람.
- 콘돔 없이 항문 성교를 했거나 지난 6개월 이내에 성병 진단을 받은 게이 또는 양성애 남성.
- HIV 감염 여부를 알 수 없는 파트너와 성관계시 정기적으로 콘돔을 사용하지 않는 이성애 남성 또는 여성(상당한 위험을 초래함)
- 6개월 동안 공유된 장비로 약물 주입
- 한 파트너는 HIV 양성이고 다른 파트너는 HIV 음성인 혈청 불일치 이성애 및 동성애 파트너

위험 감소 전략으로 엠트리시타빈(emtricitabine) / 테노포비르(tenofovir)의 사용을 고려하려면 환자로 하여금 이점과 위험을 알 수 있도록 의료 전문가와 논의해야 한다. 환자는 뼈, 신장 또는 B형 간염 감염 병력에 대해 담당 의료인과 상의할 것을 권장한다. 감염 예방에 있어 PrEP의 효과는 지속적으로 약물을 복용하는 것에 달려 있다.
엠트리시타빈(emtricitabine) / 테노포비르(tenofovir)는 HIV 노출 후 예방에도 사용된다. 엠트리시타빈(emtricitabine) / 테노포비르(tenofovir)를 시작하는 사람들은 시작 후 72시간 이내에 HIV를 낮추는 유익한 효과를 보지만, HIV 전염을 최적으로 줄이기 위해서는 고위험 성교 후 30일 이내에 약물을 복용해야 한다.
PrEP로서 트루바다(Truvada)는 HIV-1 감염이 있는 사람이 사용해서는 안 된다.

### HIV 치료
엠트리시타빈(emtricitabine) / 테노포비르(tenofovir)는 HIV-1에 대한 복합 항레트로바이러스 요법의 일부로 미국에서 승인을 받았다. 병용 요법은 이전에 HIV 치료를 받은 적이 없는 성인을 위한 선택지로 제공된다.

### B형간염
엠트리시타빈(emtricitabine)과 테노포비르(tenofovir) 모두 B형 간염 치료에 사용되므로 동시-감염자의 HIV에 영향을 미칠수 있다는 추가적인 이점이 있다. 엠트리시타빈(emtricitabine)/테노포비르(tenofovir)는 특정 항바이러스제 내성 B형 간염을 치료하기 위해 처방될 수도 있다.

### 임신과 모유 수유
미국에서는 모든 HIV 양성 임산부에게 전염 위험을 줄이기 위해 가능한 한 빨리 항레트로바이러스 요법(ART)을 시작하는 것을 권한다. ART는 돌루테그라비르(dolutegravir)를 제외하고 일반적으로 선천적 결함의 위험을 증가시키지 않는다. 돌루테그라비르(dolutegravir)는 신경관 결함의 잠재적 위험이 있어서 임신 첫 3개월까지 권장되지 않는다.
엠트리시타빈(emtricitabine)/테노포비르(tenofovir)는 모유로 배설된다. 선진국에서 HIV에 감염된 어머니는 일반적으로 HIV의 모자간 전파 위험이 낮기 때문에 모유 수유를 권장하지 않는다. 세계 보건 기구는, 모유 수유를 중단할 수 없는 개발도상국에서 테노포비르(tenofovir), 에파비렌즈(efavirenz), 라미부딘(lamivudine) 또는 엠트리시타빈(emtricitabine)의 3가지 약물 요법을 권장한다.

## 부작용
엠트리시타빈(emtricitabine)/테노포비르(tenofovir)는 일반적으로 내약성이 우수하다. 일부 부작용은 다음과 같다.:
- 드물게: 젖산증, 간 기능 장애, B형 간염 감염의 악화

- 흔함: 두통, 복통, 체중 감소, 메스꺼움, 설사, 골밀도 감소.

지방의 재분배 및 축적(지방이영양증)은 얼굴, 팔다리, 엉덩이의 지방량 감소, 복부의 내장 지방 증가 및 등 상부의 울혈을 포함하여 항레트로바이러스 치료를 받는 사람들에게서 발생한다. 노출 전 예방(PrEP)으로 사용하는 경우 이 부작용이 없을 수 있다. 그러나 체중 변화는 약물과 관련이 있다.

## 약물 상호작용
| 약물-약물 상호작용                                | 약물-약물 상호작용 | 공동 투여 |
| ------------------------------------------------- | --- | --- |
| 테노포비르(Tenofovir)                             | 디다노신(Didanosine) | - 디다노신 농도를 증가시키거나 독성의 위험을 증가시킬 수 있다. (췌장염, 신경병증 등) - 디다노신 관련 이상반응이 발생하면 디다노신 투여를 중단하라. - 체중이 60kg 이상인 환자는 디다노신 용량을 250mg으로 줄여야 한다. 체중이 60kg 미만인 환자에서 디다노신용량 조절을 권장하는 데이터는 없다. |
| 테노포비르(Tenofovir)                             | 아타자나비르(Atazanavir) | - 아나타자비르농도가 감소하거나 테노포비르 농도를 증가시킬 수 있다. - 아나타자비르는 리토나비르(ritonavir)와 함께 엠트리시타빈(emtricitabine)/테노포비르(tenofovir)와 함께 복용해야한다. - 테노포비르 독성을 모니터링한다.                                                                    |
| 테노포비르(Tenofovir)                             | 로피나비르(Lopinavir)/리토나비르(ritonavir), 아타자나비르와 리토나비르(ritonavir)병용, 다루나비르(darunavir)와 리토나비르(ritonavir) 병용 | - 테노포비르 농도가 증가할 수 있다. |
| 테노포비르(Tenofovir)                             | 레디파스비르(Ledipasvir)/소포부비르(sofosbuvir) | - 테노포비르 농도가 증가할 수 있다. - 대체 C형간염항바이러스제 또는 항레트로바이러스요법을 고려할 수 있다. - 테노포비르 독성을 모니터링한다. |
| 엠트리시타빈(Emtricitabine)/테노포비르(tenofovir) | P-glycoprotein과 유방암저항성 단백질(BCRP) 수송체의 억제 | - 엠트리시타빈/테노포비르 흡수를 증가시킬 수 있다. |
| 엠트리시타빈(Emtricitabine)/테노포비르(tenofovir) | 신장기능을 감소시킬 수 있는 약물(예를 들어, 아시클로버(acyclovir), 아데포비어(adefovir), 디피복실(dipivoxil), 시도포비르(cidofovir), 간시클로버(ganciclovir), 발라사이클로버(valacyclovir), 발간시클로버(valganciclovir), 아미노글라이코사이드류(aminoglycosides) 등) | - 엠트리시타빈 또는 테노포비르 농도가 증가할 수 있다. |
| 엠트리시타빈(Emtricitabine)/테노포비르(tenofovir) | 고용량 NSAIDs 또는 다중 NSAIDs | - 급성 신장 손상 위험을 증가시킬 수 있다. |
| 엠트리시타빈(Emtricitabine)/테노포비르(tenofovir) | 오를리스태트(Orlistat) | - 엠트리시타빈/테노포비르 흡수를 억제하여 바이러스조절능력을 상실할 수 있다. - 환자가 오를리스태트를 복용하는 동안 HIV바이러스 부하를 자주 모니터링해야 한다. - HIV바이러스 부하가 증가하면 오를리스태트(orlistat)를 중단하라.                                                                |

부작용이 있는 기타 약물에는 다비가트란 에텍실레이트(dabigatran etexilate), 라미부딘(lamivudine) 및 빈크리스틴(vincristine)이 있다. p-glycoprotein 유도제와 함께 사용되는 다비가트란 에텍실레이트는 다비가트란의 감소된 수준 및 효과에 대한 모니터링이 필요하다. 라미부딘은 엠트리시타빈의 부작용이나 독성을 증가시킬 수 있다. P-glycoprotein/ABCB1 유도제와 함께 사용되는 빈크리스틴은 혈청 빈크리스틴 농도를 감소시킬 수 있다.

## 사회와 문화
길리어드사이언스사는 일부 지역에서 약물 조합에 대한 특허를 받았다. 유럽 특허 EP0915894B1은 2018년 7월에 만료되었으며 길리어드사이언스사는 특허 연장을 원했지만 테바(Teva), 어코드 헬스케어(Accord Healthcare),  루핀(Lupine) 및  밀란(Mylan)과 같은 4개의 경쟁 연구소가 영국 법원에서 이를 뒤집으려 했다.잉글랜드와 웨일스는 길리어드사이언사의 특허를 취소했지만 회사는 항소했고 영국은 특허 갱신을 거부한 유럽사법재판소에 사건을 회부했다.
2019년 길리어드 사이언스사는 약물 조합에 대한 미국 특허에 도전했다.
영국에서는, PrEP를 2020년부터 영국 전역에서 사용할 수 있도록 하기로 한 보건복지부(Department of Health and Human Services)의 결정에 따라 모든 위험 그룹이 PrEP를 사용할 수 있게되었다. 웨일즈, 스코틀랜드 및 북아일랜드에서는 2017년과 2018년에 사용할 수 있게 되었다.